# Мило (Катанија)
Мило (итал. Milo) је насеље у Италији у округу Катанија, региону Сицилија.
Према процени из 2011. у насељу је живело 619 становника. Насеље се налази на надморској висини од 736 м.

## Становништво
Према резултатима пописа становништва 2011. у општини је живело 1.065 становника.
| 1951. | 1961. | 1971. | 1981. | 1991. | 2001. | 2011. |
| ----- | ----- | ----- | ----- | ----- | ----- | ----- |
| 1.656 | 1.659 | 1.381 | 1.275 | 1.126 | 1.104 | 1.065 |